# 好市民獎勵計劃
好市民獎勵計劃，簡稱好市民獎，亦曾被稱為模範市民獎，是香港警務處警察公共關係科所推行的一項獎勵計劃，目的是鼓勵市民積極協助警方防止或偵查罪案，或逮捕罪犯。獎項和獎金均由香港總商會贊助提供。好市民獎勵計劃於1973年6月22日首次頒獎予3名市民，於6月及11月每年頒發兩次，1984年起增設「全年最傑出好市民獎」，每年11月頒發一次。由計劃舉辦以來至2011年11月，累積共有3,741名香港市民獲獎。每次頒發好市民獎均會獲香港傳媒廣泛報道，表揚得獎的市民。

## 曾獲好市民獎的知名人士
- 黎瑞恩：香港藝人，曾於1984年7月因目睹有街童潛入屯門大興邨興盛樓的幼稚園內縱火而向警方舉報，並於1985年獲屯門區撲滅罪行委員會頒發模範市民獎。[2]
- 季詩傑：前社會民主連線成員，於2004年香港地鐵縱火案阻止縱火者繼續縱火而得獎[3]。
- 張振斌：港鐵荃灣綫車長，於2004年香港地鐵縱火案冷靜處理乘客疏散而得獎[4]。